# San Francisco de Sales (Cundinamarca)
San Francisco de Sales es un municipio colombiano del departamento de Cundinamarca, ubicado en la provincia del Gualivá, a 55 kilómetros al noroccidente de Bogotá. 
Es el cuarto municipio más poblado de la provincia, con una población estimada en 2005 de 8.187 habitantes. Tiene una superficie terrestre de 118 km². 
El municipio de San Francisco es conocido por albergar más de treinta especies distintas de colibrí.

## Toponimia

### Origen lingüístico[4]
- Familia lingüística: Indoeuropea
- Lengua: Latín

### Significado
San es una expresión que proviene de la voz latina sanctus, que nombra lo sagrado, variación de sancio “inviolable”. Francisco significa "aquel que ha sido liberado" y proviene de la antigua voz francesco. Francisco también puede provenir del antiguo adjetivo italiano francesco, "francés", "del país de los francos".
Sanctus es una modificación del vocablo sak que genera los sentidos de “honrar, reverenciar, respetar, estimar, venerar, glorificar, hacer inviolable algo por un acto religioso, establecer de una manera inmutable, ordenar, decretar, sancionar”. Es una expresión que antiguamente nombró la acción de teñir con sangre de sacrificio a quienes purificaban sus pecados; esta práctica era llamada santi-santos”.
Francesco es una derivación de la voz original en lengua germana Frank, término con el que se conoce una comunidad bárbara "extranjera" que invadió la región de la Galia en el siglo V. La lanza, que en la antigua lengua germánica, se nombraba con la expresión francho. Los francos son los hombres de la lanza. "Hombres libres" fue un sentido que identificó a este pueblo.

## Geografía
El municipio presenta como divisiones administrativas el sector urbano, compuesto por la cabecera municipal con más de 6000 habitantes y el sector rural, con más de 7000 (2024), formado por la veredas de Arrayán, El Peñón, Juan de Vera, La Laja, Muña, Pueblo Viejo, Sabaneta, San Antonio, San Miguel y Tóriba.
Sus tierras están comprendidas en los pisos térmicos templado, frío y piso bioclimático páramo bajo. El municipio presenta una temperatura media de 20 °C en la mayor parte del territorio, con una precipitación media anual de 1.493 mm. Está ubicado a 55 km de Bogotá, esta distancia junto con su clima, paisaje, recurso hídrico y otras características, lo hacen atractivo para el turismo.

### Límites
San Francisco de Sales está delimitado por los siguientes municipios:
| Noroeste: La Vega | Norte: Supatá   | Nordeste: Limite entre Supatá y Subachoque |
| Oeste: La Vega    |                 | Este: Subachoque                           |
| Suroeste: La Vega | Sur: Facatativá | Sureste: El Rosal                          |

## Historia

### Época precolombina
En la época precolombina, el territorio del actual municipio de San Francisco estuvo habitado por los indios Panches, que pertenecían a la familia Caribe, y por los Muiscas, de la familia Chibcha. Estos últimos se situaron hacia la parte sur-oriental del actual municipio, en el sector fronterizo con el municipio de El Rosal, donde establecieron un fuerte para evitar las incursiones de los panches al Zipazgo, en la Confederación Muisca.

### Nuevo Reino de Granada
Hacia 1603, tras la fundación del municipio de Tenjo, se crearon seis encomiendas hacia donde fueron trasladados los indios de esa zona. Una de las encomiendas fue asignada a don Juan de Vera, quien llamó a su propiedad Chinga Fría, en El Rosal; el nombre proviene de la palabra chinga, que en lengua muisca quiere decir «braveza».
En 1605, cuando se fundó la población vecina de La Vega, le fue permutada a don Juan de Vera su encomienda de Chinga Fría, ubicada en tierras de El Rosal, por otra, que tenía como límites el río San Miguel, el río Cañas y la cordillera de El Tablazo. Esta nueva encomienda fue llamada San José de Chinga Caliente; San José porque se consagró a ese santo, y caliente por distinguirla de su anterior propiedad en tierra fría. Posteriormente, hacia 1750, estos terrenos fueron adquiridos por el señor Pedro Pulido, proveniente del municipio de Tenjo.

### SigloXIX
En 1828 la señorita Francisca Sánchez, proveniente del municipio de Tabio, compró al señor Pedro Pulido la hacienda San José de Chinga Caliente. Esta señorita contrajo matrimonio con el ciudadano francés Francisco Convers en el año de 1833.

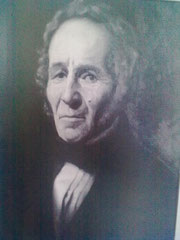
Francisco Convers, fundador de San Francisco.

A partir de 1850, los esposos determinaron la construcción de la casa que más tarde se llamaría La Carlina, debido a que la mansión de la encomienda se encontraba sumamente deteriorada. Por entonces, los pobladores de esta región se contaban entre ochocientos a mil habitantes. Por lo menos a un tres por ciento de ellos, la explotación de la selva virgen les retribuyó con creces sus esfuerzos, y a los demás les proporcionó para una existencia cómoda. El creciente poblamiento de la comarca hizo sentir la necesidad de crear un centro urbano que concentrara a las autoridades civiles, ya que para solucionar este tipo de asuntos era muy distante desplazarse hasta La Vega.

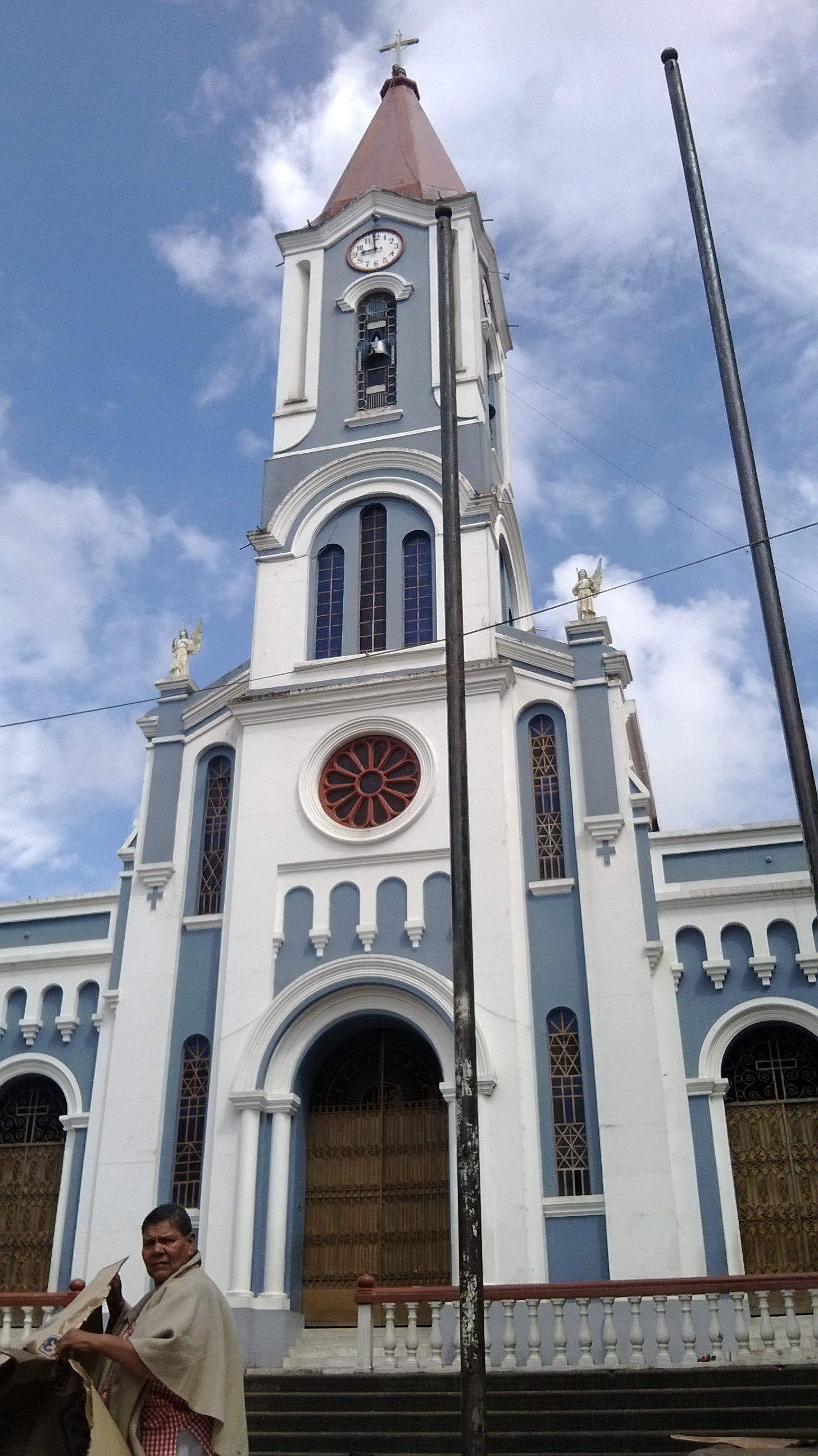
Iglesia de San Francisco.

En 1855, fue designado como Párroco de La Vega el Padre Santos María Camero, egresado de la Comunidad Agustiniana y natural de Caparrapí. Días después de su posesión, fue invitado al sector de Chinga Caliente para suministrar los santos óleos a un moribundo. Viniendo de La Vega, al despuntar el Alto de Minas, quedó encantado con la hermosaplanicie que se abría ante sus ojos. En breves días se hizo vocero del sentir de todos los vecinos del sector; se presentó ante la señora Francisca Sánchez de Convers, dueña de esas tierras, a quien le solicitó le donara a la Iglesia el lote donde deseaba levantar un caserío que sirviera de centro a la Parroquia que pensaba establecer, a lo cual ella accedió.
Hacia el año 1856, el padre Santos María Camero dirigió la parcelación de cuarenta y un lotes sobre el camino de herradura que conducía a las montañas del Yaque, en los cuales se construyeron veinte casas pajizas en tierra pisada y teja de barro.
El 29 de enero de 1857 llegó a este caserío una comisión encabezada por el sacerdote de Funza, Pío Molano, su secretario, el alcalde de La Vega y su párroco Santos María Camero, con el objetivo de estudiar la elevación del caserío a cabecera municipal. En el caserío los esperaban los esposos Francisco Convers y Francisca Sánchez, Jacobo Agustín Flórez, Dámaso Vega, Bernardo y Lorenzo Alvarado, Rafael Luque, Antonio Gaitán, Antonio Perea, Aniceto Calderón, Custodio Barona, Manuel Spira, Ciriaco Contreras, Abraham Cruz y Felipe León, entre otros.

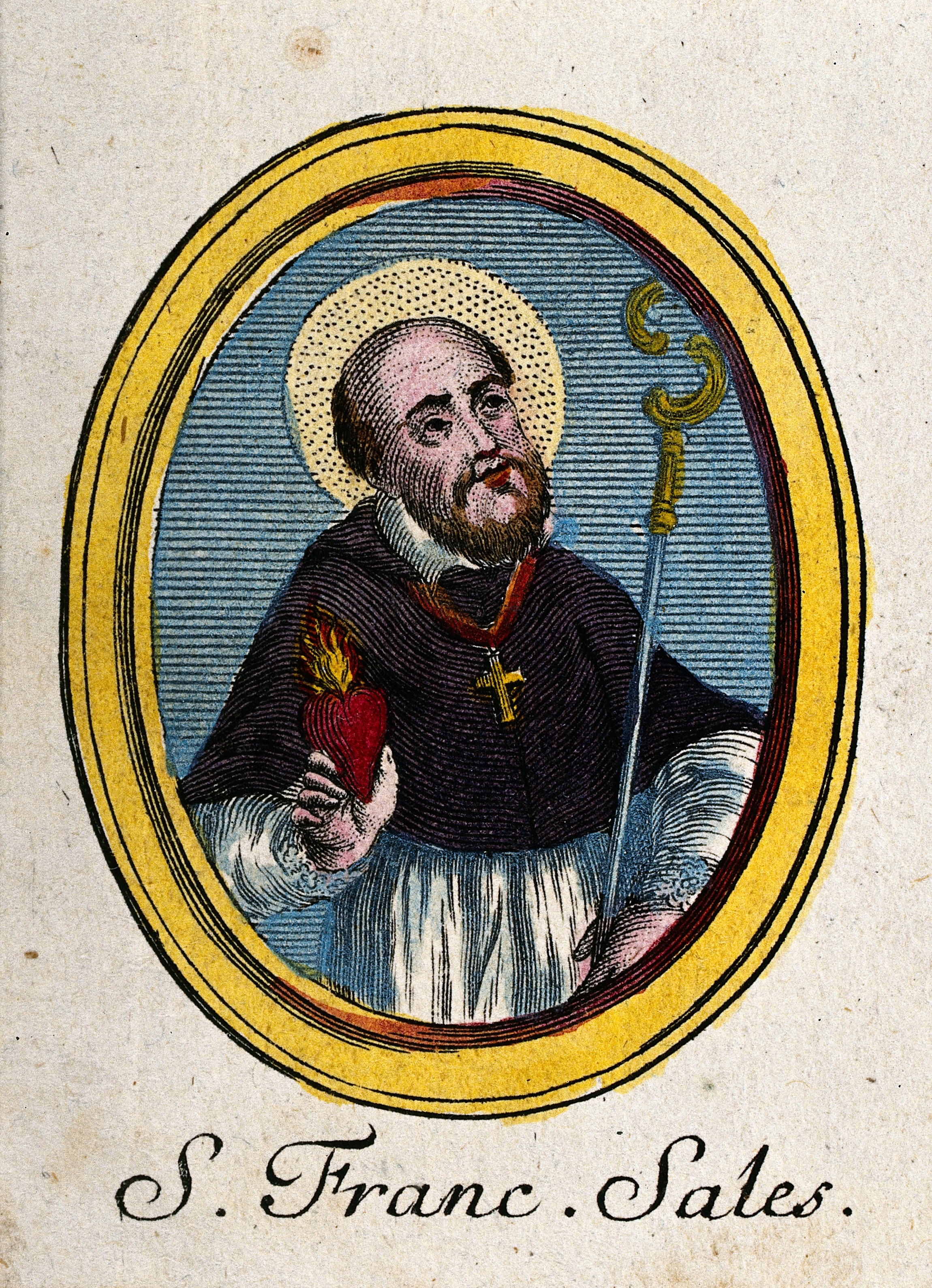
San Francisco de Sales, santo patrono del municipio.

La coincidencia de ser esta la fecha en que la Iglesia celebra la fiesta de San Francisco de Sales, de llamarse Francisca y Francisco los esposos benefactores y que el Santo era compatriota de Francisco Convers, fueron circunstancias muy comentadas y celebradas por los concurrentes, quienes en tal virtud acordaron que la población llevaría el nombre de San Francisco de Sales, y que la Parroquia tuviera como patrono al santo del mismo nombre.
Tal sería el informe que el ilustrísimo Arzobispo de Bogotá, Antonio Herrán, declaró constituida la Parroquia por Decreto Episcopal del 15 de agosto de 1857, nombrando como Párroco a su propio fundador, el Padre Santos María Camero. Luego, el mismo sacerdote asesorado por sus parroquianos presentó el proyecto de constitución de este nuevo municipio, ante la Asamblea del Estado Soberano de Cundinamarca.
La Asamblea del Estado de Cundinamarca debatió el proyecto y lo aprobó el 21 de noviembre de 1857, erigiendo un nuevo municipio en el Departamento de Zipaquirá, entre los municipios de Subachoque y La Vega, denominado San Francisco, ordenando ampliar en nueve hectáreas más el terreno del poblado. Así mismo, ordena construir las oficinas públicas y la cárcel, a fin de poder nombrar Autoridades Civiles.

### SigloXX
Las Escrituras de donación se firmaron en Bogotá el 12 de enero de 1958, en la Notaría Primera, ante el notario Narciso Sánchez, bajo el número 10 a partir del folio 44.
Las persecuciones políticas debidas a la Guerra Civil que estalló en 1859, hizo que la Señora Francisca, a fines de ese año, permutara su hacienda por la que tenía de Dr. Senen del Castillo Gutiérrez en San Juan de Rioseco. Siendo este último quien entregara al padre Fray Blas Lombana, el 2 de febrero de 1873, las nueve hectáreas ordenadas por la Asamblea de Cundinamarca el 22 de noviembre de 1857.
A principios del siglo XX, la hacienda San José de Chinga Caliente pasó a manos del Señor Ricardo Jaramillo y su esposa Carlina. Para este tiempo el nombre de la hacienda cambió a: Hacienda La Carlina. Esta hacienda fue posteriormente adquirida por el Doctor Samuel Hoyos Arango, oriundo del departamento de Caldas, quien tuvo la oportunidad de vivir el esplendor de la hacienda cafetera.

### Fechas importantes
- En 1884 fue fundada la primera Escuela Oficial mixta.
- En 1895, el alcalde Rogelio Alvarado y el párroco Florentino Sarmiento gestionaron y lograron el correo y el telégrafo
- El 7 de diciembre de 1928 se inauguró la primera planta eléctrica, de propiedad de Don José de la Cruz Flórez. Funcionó en la Quinta de San Luis, al noroccidente del poblado y a 3 km de este.
- A mediados de 1935, en el período del Padre Isidoro Méndez, el Padre Joaquín Luna Serrano fundó la Escuela Granja para Niños pobres.

Diversos inconvenientes acabaron con la primera planta eléctrica y la población estuvo privada del servicio por varios años, hasta que el 1 de enero de 1948 los señores Jorge Escallón y Jacobo Flórez, inauguraron la nueva planta, en la margen derecha del río San Miguel, contigua al puente de la carretera que conduce a Supatá.
La construcción del actual templo parroquial, de la moderna Casa Cural, el comienzo del cementerio y la creación del Colegio Divino Niño se llevaron a cabo entre los años de 1943 y 1953, durante el sacerdocio del Pbro. José Arquímedes Castro.
En 1958, se levantó un monumento a la Inmaculada Concepción, para conmemorar el primer centenario.

### Reseña histórica de las instituciones educativas
En 1935, Eduardo y Hernando Luque, los hijos del General Silvestre Luque, fundaron el primer colegio masculino, que pronto pasó a ser de la parroquia, la cual fue dirigida por el Padre Francisco Cortés entre 1935 y 1942. En ese plantel estudiaron cuando jóvenes el Padre Carlos Alberto León y Fray Alfonso Guerrero (vive en Tuluá y es tío de Miguel (Mickey), Jesús (Chucho) y Armando Guerrero). Este colegio lo cerró el Padre Darío Collantes en 1942, quien reemplazó al Padre Francisco Cortés.
En 1943, la señora Esther Melo y su hija Anita, fundaron el primer colegio femenino, llamado “El Perpetuo Socorro” (Parece que este funcionó en lo que hoy es Ardenza). Al igual que el anterior, pasó a ser de la parroquia, la cual dirigió el Padre José Arquímedes Castro entre 1943 y 1953. Este padre le cambió el nombre a “Colegio del Divino Niño”. Ese padre fue quien inició la construcción de la Casa Cural, el Templo y el actual cementerio.
De 1953 a 1956 estuvo a cargo de la parroquia el padre Luis Francisco Mosquera, quien promovió la construcción de la imagen que estaba en el Alto de la Virgen, en Tóriba y que fue demolida en el año 2010. 
Entre 1956 y 1959 estuvo en funciones el Padre Manuel José Rodríguez a quien le correspondió la celebración de los 100 años de la Parroquia (15 de agosto de 1957. Ese día se puso la primera piedra del Colegio Femenino Parroquial del Divino Niño) y los 100 años del municipio (22 de noviembre de 1957). También promovió la construcción del atrio actual y del edificio donde funcionó el colegio Divino Niño.
De 1959 a 1964, dirigió la Parroquia el Padre Carlos Millán, quien decidió crear el “Colegio San Carlos”. (Al parecer funcionó donde era la Quinta de San Joaquín, en la misma cuadra de ardenza). El secretario de este padre fue Don Héctor Alfonso, el fotógrafo histórico de San Francisco.
En 1965 llegó el Padre Francisco Jiménez, quien entregó el Colegio al Departamento de Cundinamarca. El colegio femenino y el masculino fueron unificados y se comenzó a llamar “Colegio Departamental Integrado Divino Niño” y así se llamó hasta mediados del 2001. El padre Luis Eduardo Orjuela fue profesor del Colegio Divino Niño en 1970 y en 1996-2000 y también fundó el Colegio “Alfredo Vásquez Cobo” de Quebradanegra, en 1972.
En 1999, debido a que en la fundación de San Francisco intervino el ciudadano francés François Convers, a que en 1997 durante el gobierno del Alcalde Libardo González se hicieron acercamientos con la embajada francesa, una bachiller de 1998 estudió francés en la Alianza Francesa y a que en La Peña habían recibido de ese país ayuda tecnológica y logística por llamarse colegio República de Francia; el entonces rector del Divino Niño, Guillermo Ávila Gómez, tuvo la idea de cambiarle el nombre al colegio. 
Esa idea fue votada y aprobada por mayoría absoluta en el entonces Concejo de San Francisco. En 2004 llegó a San Francisco el embajador de Francia en Colombia Daniel Parfait, las directivas del Divino Niño visitaron el colegio Louis Pasteur en Bogotá, varios docentes se capacitaron en ciencias naturales, hubo reuniones con el rector del Liceo Francés, visitas a la embajada y se introdujo el francés en el pensum académico de  grado once. Finalmente no se llegó a ningún acuerdo.

## Turismo

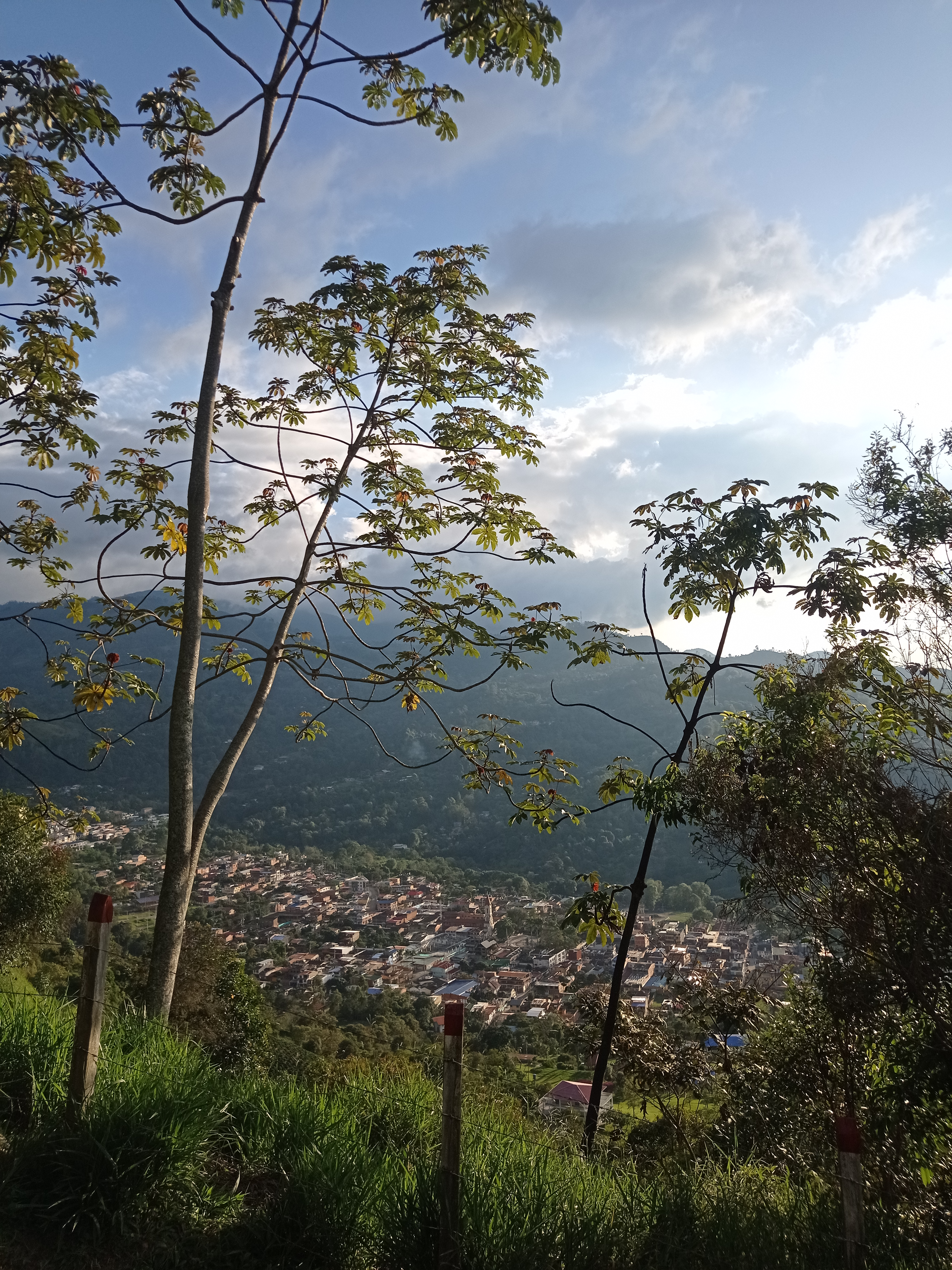
Vista de San Francisco desde el Alto de la Virgen

Gracias a su cercanía a la ciudad de Bogotá, su clima medio y sus paisajes verdes, el municipio cuenta con distintos sitios de interés turístico como La iglesia, el parque principal y otros lugares públicos y privados. Al oriente se ubica el Alto de la Virgen desde donde se tiene una vista panorámica del pueblo y se puede llegar por varios senderos para caminantes desde el casco urbano y algunas veredas. Al sur se puede observar el cerro El Tablazo, hasta donde se puede llegar a pie por el "Sendero del Indio".

## Medios de comunicación
- Emisora San Francisco Stereo 106.4 F.m.
- Telesanfrancisco Canal 2
- PortalNews "Noticias & Actualidad 7/24"

## Movilidad
Se llega por la Ruta Nacional 50, troncal Bogotá Calle 80 - Medellín, pasando por la Provincia de Sabana Occidente hasta llegar a los límites con La Vega, allí se toma una variante al oriente pasando por el puente del río Cañas hasta el casco urbano sanfrancisqueño. 

## Galería de imágenes

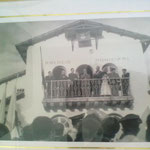
Antigua Alcaldía Municipal
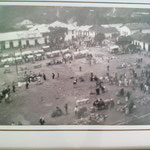
Antiguo Parque Principal

## Servicios públicos
- Energía Eléctrica: Enel, es la empresa prestadora del servicio de energía eléctrica.
- Gas Natural: Alcanos de Colombia es la empresa distribuidora y comercializadora de gas natural en el municipio.